# Juraj Jánošík

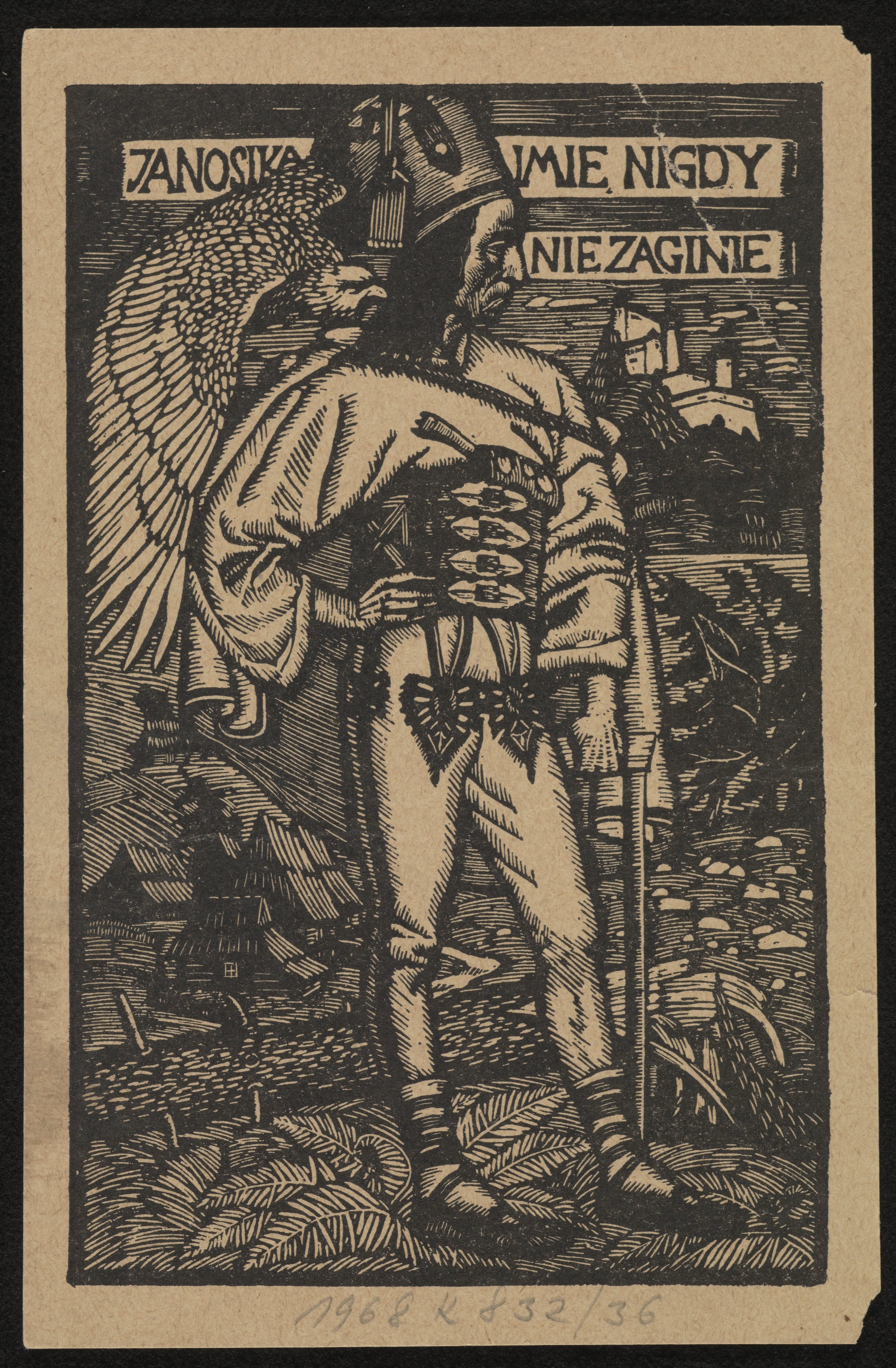
Juraj Jánošík in Bergräubertracht, Władysław Skoczylas um 1918

Juraj Jánošík ([ˈjuʁaj ˈjɑːnɔˌʃiːk]; Juro Jánošík, polnisch: Jerzy Janosik, ungarisch: György Jánosik; * 25. Januar 1688 in Terchová; † 18. März 1713 in Liptovský Mikuláš) war ein slowakischer Räuberführer und gilt als Nationalheld der Slowaken.

## Biographie
Juraj Jánošík wurde in Terchová im damaligen Königreichs Ungarn geboren. Er schloss sich 1706 dem Kuruzenaufstand unter Franz II. Rákóczi an. 1708 wechselte er nach einer Niederlage auf die Seite der Habsburger. Er war auf der Burg Bytča stationiert, wo er sich um den dort inhaftierten Räuber Tomáš Uhorčík. Im Jahr 1710 kauften ihn seine Eltern aus der Armee frei und er kehrte nach Terchová zurück. Kurz darauf gelang Uhorčík die Flucht und er nahm Jánošík in seiner Räuberbande auf.
Jánošík war militärisch fähig und er wurde rasch zum Oberhaupt der Räubergruppe, die aus Slowaken, Magyaren und Mährern bestand und in den Wäldern im Nordwesten des ungarischen Königreiches aktiv war.
Er wurde 1712 in Hrachovo gefasst, von wo ihm jedoch die Flucht gelang. Im Frühling 1713 wurde er in Valaská Dubová  abermals verhaftet und in Liptovský Mikuláš inhaftiert. In einer zweitägigen Gerichtsverhandlung, die am 16. und 17. März 1713 stattfand, wurde er zum Tode verurteilt und kurz darauf exekutiert.

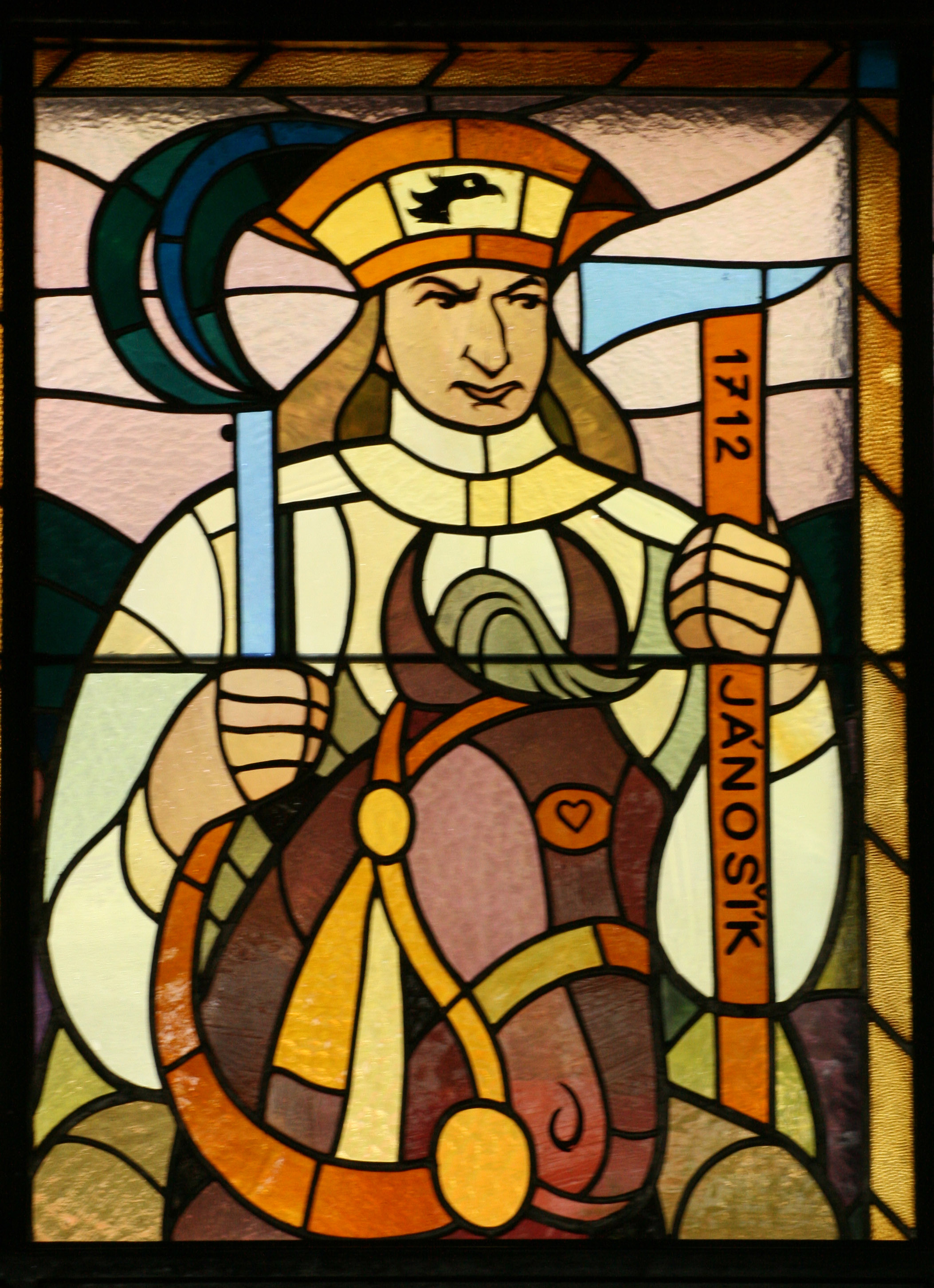
Jánošík, Werk von Janko Alexy, PKO Bratislava, 1957

Tag und Art der Hinrichtung sind nicht gesichert. Es gilt jedoch als wahrscheinlich, dass die Exekution am 18. März stattfand, da Hinrichtungen in der Regel zeitnah nach der Urteilsverkündung vollzogen wurden. Der Überlieferung nach starb Jánošík durch Aufhängen an einem durch seine Rippen gebohrten Haken – eine für Räuber nicht unübliche Hinrichtungsmethode. Möglich ist aber auch, dass er erhängt wurde. Bezüglich der Hinrichtung gibt es auch die Legende, dass seine Anhänger nach der Urteilsverkündung eine kaiserliche Begnadigung erwirkt hatten, diese habe Jánošík jedoch erst unmittelbar vor seinem Tod erreicht.

## Legende und Rezeption

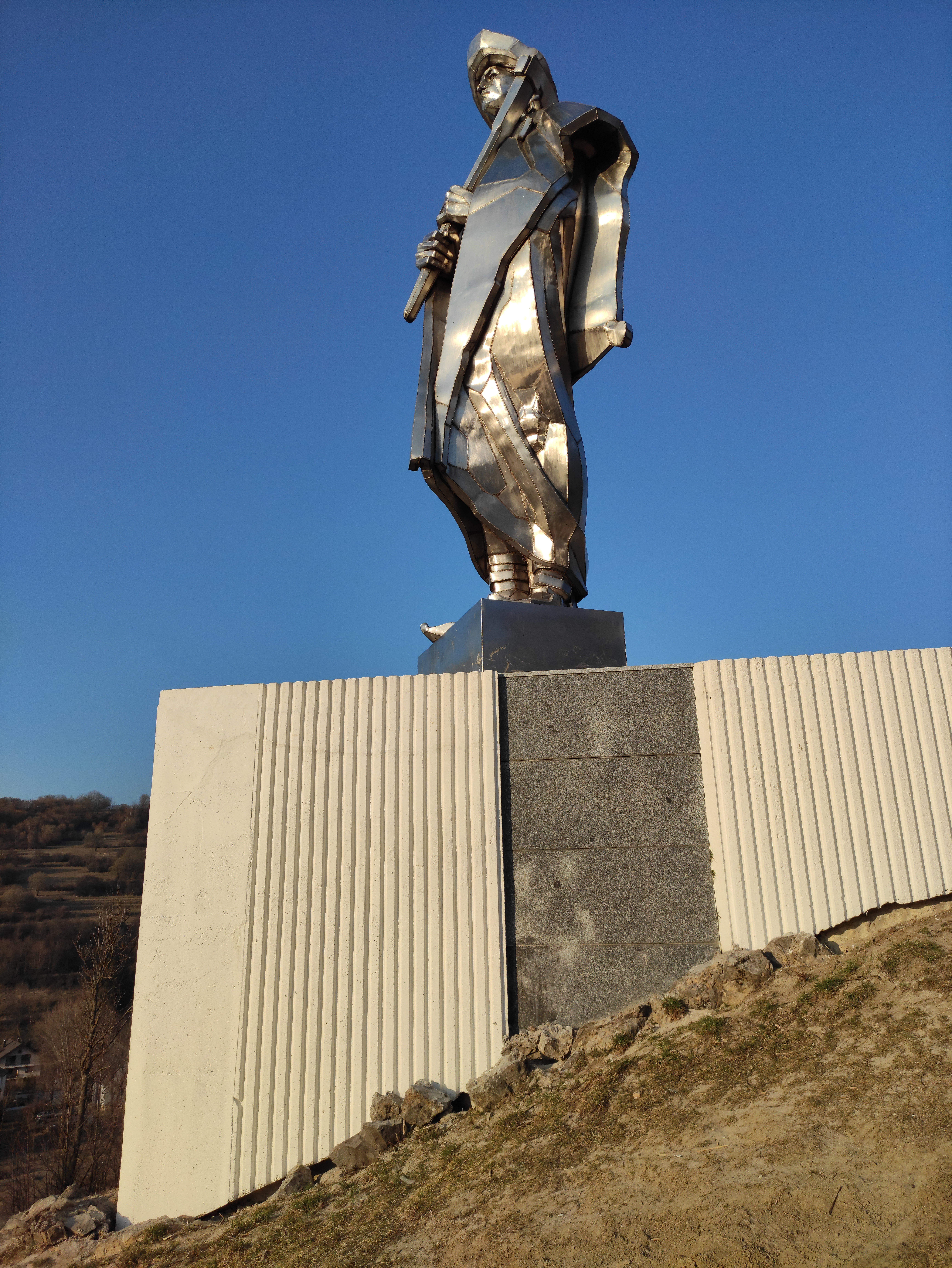
Juraj-Jánošík-Statue in Terchová, von Ján Kulich (1930–2015) zu dessen 300. Geburtstag 1988 aus gebürstetem Edelstahl geschaffen (Höhe 7,5 Meter)

Jánošík verkörpert die slowakische Version eines gerechten Räuberhelden, der gegen die Unterdrückung durch die Ungarn kämpft und wie Robin Hood oder Wilhelm Tell seine Beute mit der mittellosen Landbevölkerung teilt.
In der örtlichen Folklore bildeten sich rasch Legenden mit übernatürlichen Elementen. So soll er über ein Hemd, ein Beil und einen Gürtel mit magischen Fähigkeiten besessen haben. Eine Legende besagt, dass er, nachdem das Urteil des Aufhängens vollstreckt war, drei Tage lang an dem Haken hing und seine Pfeife rauchte, bevor er verschied. In den meisten Anekdoten und Geschichten wird die Jánošík als hochgewachsener, gut gebauter Schafhirte dargestellt, der mehr mit dem Herzen als mit dem Kopf denkt.
Im 19. Jahrhundert belebte der slowakische Patriot und Verleger Gašpar Fejérpataky-Belopotocký die Geschichte neu, um das Nationalgefühl zu stärken. Seit damals wurde der Stoff von zahllosen, vor allem slowakischen, tschechischen und polnischen Künstlern aufgegriffen und Jánošík in Gedichten, Theaterstücken, in der Bildhauerei und Malerei (zum Beispiel bei Janko Alexy) und im Film dargestellt. Das Kommunistische Regime in der Tschechoslowakei vereinnahmte Jánošík für seine Propaganda.
Der Ort Jánošíková (Gemeindeteil von Dunajská Lužná) wurde 1948 nach dem Nationalhelden benannt, als Siedler aus der Gegend um Terchová die durch die Vertreibung der Deutschen entvölkerte Gegend neu besiedelten.
1988 wurde in Terchová ein kolossales Denkmal aus Edelstahl errichtet.

### Belletristik
- Ján Botto: 1846 – Pieseň Jánošíkova (Jánošíks Lied). Poesie
- Ján Botto: 1862 – Smrť Jánošíkova (Jánošíks Tod). Poesie
- Jonáš Záborský: 1867 – Jánošíkova večera (Jánošíks Abendessen). Drama
- Alois Jirásek: 1884  – O Jánošíkovi. Staré pověsti české (Alte böhmische Sagen)
- Kazimierz Przerwa-Tetmajer: 1905 –  Legenda o Janosikowej śmierci. Poesie
- Jiří Mahen: 1910 – Jánošík. Drama
- Milan Ferko: 1978 – Jánošík. Roman
- Margita Figuli 1980 – Balada o Jurovi Jánošíkovi. Kinderbuch

### Film und Fernsehen
- 1921 Jánošík – erster slowakischer Spielfilm; von Slowaken aus USA finanziert; Regie: Jaroslav Jerry Siakeľ, Janoschik: Theodor Pištěk.
- 1935 Jánošík – slowakischer und tschechischer Film; Regie: Martin Frič, Janoschik: Paľo Bielik.
- 1954 Janosik – erster polnischer Animationsfilm; Regie: Włodzimierz Haupe und Halina Bielińska.
- 1963 Jánošík I und II – slowakischer zweiteiliger Film; Regie: Paľo Bielik, Janoschik: František Kuchta.
- 1973 Janosik, Held der Berge – polnische Fernsehserie, die auch in Deutschland gesendet wurde.
- 1974 Janosik – polnischer Film; Regie: Jerzy Passendorfer, Janoschik: Marek Perepeczko.
- 1974 Janosik, Held der Berge – 12-teilige polnische Fernsehserie; Regie: Jerzy Passendorfer, Janoschik: Marek Perepeczko (dt. Erstausstrahlung: 1976 im DDR-Fernsehen)
- 1976 Räuber Jurko / Zbojník Jurko – slowakischer Animationsfilm; Regie: Viktor Kubal.
- 1991 Räuber Juroschik / Zbojník Jurošík – slowakische 28-teilige Fernseh-Animationsserie; Regie: Jaroslav Baran.
- 2009 Die wahre Geschichte von Janoschik / Jánošík – pravdivá história / Janosik – prawdziwa historia – slowakisch-polnisch-tschechischer Film; Regie: Agnieszka Holland und Kasia Adamik,  Janoschik: Václav Jiráček.